# Dead Chest Island
Dead Chest Island is een onbewoond eiland dat deel uitmaakt van  de Britse Maagdeneilanden. Het is niet veel meer dan een grote rotspartij, minder dan een kilometer ten noordoosten van Deadman's Bay op Peter Island. Het eiland heeft geen zoet water of bomen en slechts schaarse vegetatie. Het werd vroeger gebruikt als de schietbaan voor de politie, maar tegenwoordig bevindt deze zich op Tortola. Het eiland is nu een nationaal park, met een aantal populaire duik- en snorkelplekken.

## Zwartbaard en Stevenson
Het verhaal gaat dat de piraat Zwartbaard een deel van zijn bemanning strafte door ze een maand op het eiland te zetten met alleen een fles rum en een machete. Na een maand waren er nog maar enkele overlevenden. Omdat de vroegst bekende verwijzingen naar dit verhaal uit de 20e eeuw stamt is het vrijwel zeker een verzonnen verhaal. Het verhaal is vrijwel zeker verzonnen door Robert Louis Stevenson. In zijn boek Treasure Island wordt het lied 'Dead Man's Chest' gezongen. Het refrein van 'Dead Man's Chest' is als volgt:

"Fifteen men on the dead man's chest--

...Yo-ho-ho, and a bottle of rum!

Drink and the devil had done for the rest--

...Yo-ho-ho, and a bottle of rum!"

Anegada · Beef Island · Cooper Island · Dead Chest Island · Frenchman's Cay · Ginger Island · Jost Van Dyke · Necker Island · Norman Island · Peter Island · Salt Island · Tortola · Virgin Gorda